# CD74
CD74 (англ. HLA class II histocompatibility antigen gamma chain; HLA-DR antigens-associated invariant chain) — мембранный белок, участвующий в функционировании иммунной системы, продукт гена человека CD74. Участвует в формировании и транспорте комплекса MHC класс II.

## Функции
Белок играет ключевую роль в MHC класс II-зависимом процессировании антигена путём стабилизации беспептидного альфа/бета гетеродимера MHC II в комплексе сразу после синтеза последнего. Белок обеспечивает направленный транспорт MHC II комплекса от эндоплазматического ретикулума до эндосомально-лизосомальной системы, где происходит процессирование антигена и связывание антигенного пептида с MHC II. CD74 также является поверхностным рецептором для цитокина MIF.

## Взаимодействия
Рецептор CD74 взаимодействует с цитокином MIF, участвуя в обеспечении провоспалитильных функциях цитокина.